# Laos (plant)
Laos (Alpinia galanga) is een plant uit de familie Zingiberaceae. De plant wordt ook wel Thaise gember of galanga genoemd. Het is een meerjarige plant uit de tropen.
Laos is waarschijnlijk afkomstig uit Indonesië en wordt geteeld in Indochina, Thailand, Maleisië en Indonesië. Het kruid werd echter met zekerheid al in de twaalfde eeuw ook in Europa gebruikt: Hildegard van Bingen gebruikte het in die tijd als medicijn tegen ‘hartpijn’.
De wortel wordt gebruikt als specerij en heeft een milde gembersmaak. Hij heeft ook iets scherps wat neigt naar peper en hij ruikt naar citrus en pijnbomen. Hij wordt vers, gedroogd of ingemaakt gebruikt. Laos kan in recepten vervangen worden door gember en een beetje peper.
Laoswortel wordt in delen van Azië gebruikt als een afrodisiacum. Het zou bovendien de menstruatie opwekken.